# On and On
On and On – drugi album Jacka Johnsona. Został nagrany w studiach The Mango Tree na Hawajach i wydany 6 maja 2003 roku. Poza Johnsonem na płycie pojawiają się: Adam Topol (bębny i perkusja) oraz Merlo Podlewski (gitara basowa).

## Lista utworów
1. "Times Like These" – 2:22
2. "The Horizon Has Been Defeated" – 2:33
3. "Traffic in the Sky" – 2:50
4. "Taylor" – 3:59
5. "Gone" – 2:10
6. "Cupid" – 1:05
7. "Wasting Time" (Johnson, Topol, Podlewski) – 3:50
8. "Holes to Heaven" – 2:54
9. "Dreams Be Dreams" – 2:12
10. "Tomorrow Morning" – 2:50
11. "Fall Line" – 1:35
12. "Cookie Jar" – 2:57
13. "Rodeo Clowns" – 2:38
14. "Cocoon" – 4:10
15. "Mediocre Bad Guys" – 3:00
16. "Symbol in My Driveway" – 2:50

## Pozycje
| Rok  | Notowanie           | Pozycja |
| ---- | ------------------- | ------- |
| 2003 | Top Internet Albums | 3       |
| 2004 | The Billboard 200   | 3       |